# Saison 2014 de l'équipe cycliste Josan-To Win

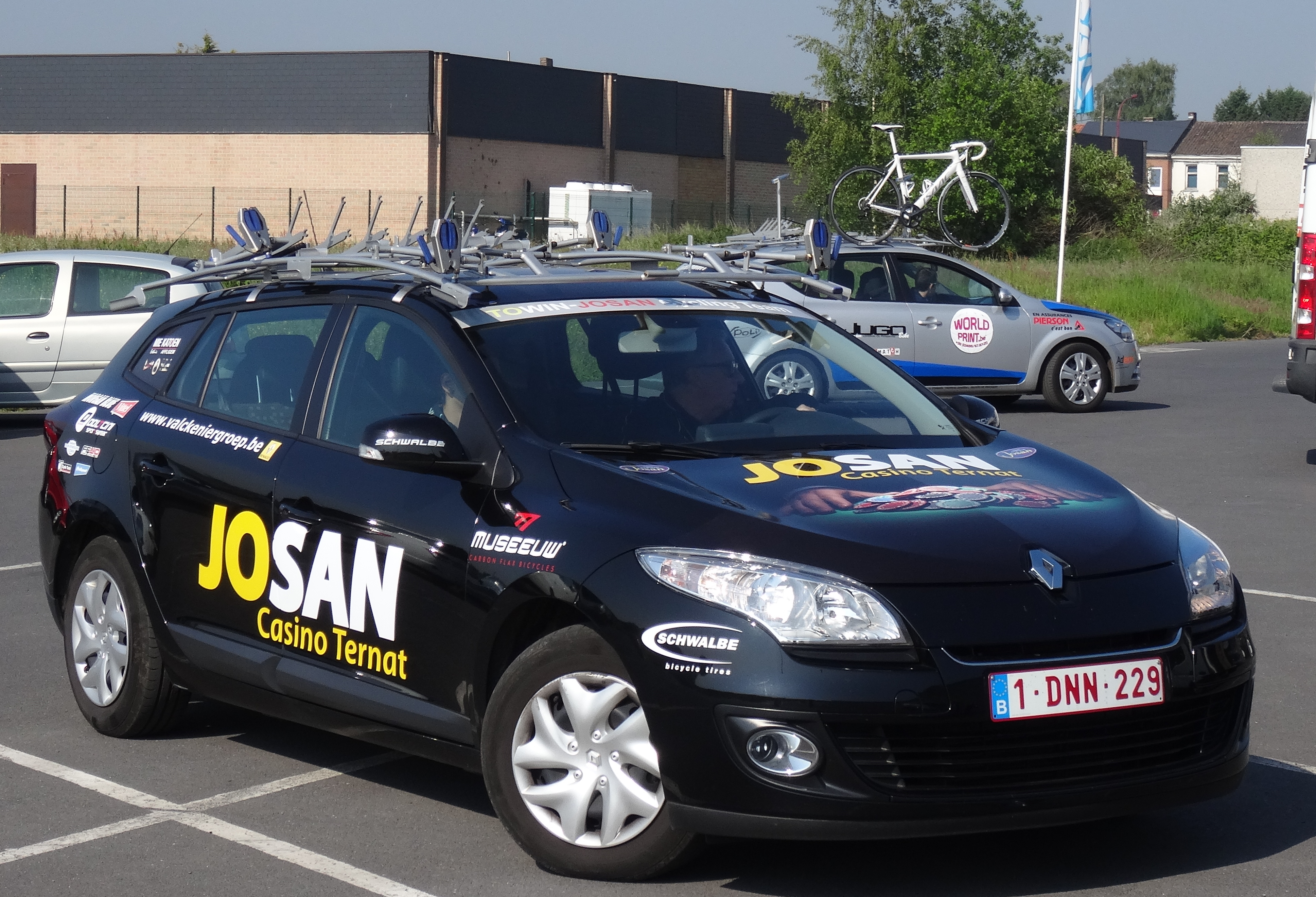
Une des voitures lors du Grand Prix Criquielion 2014.

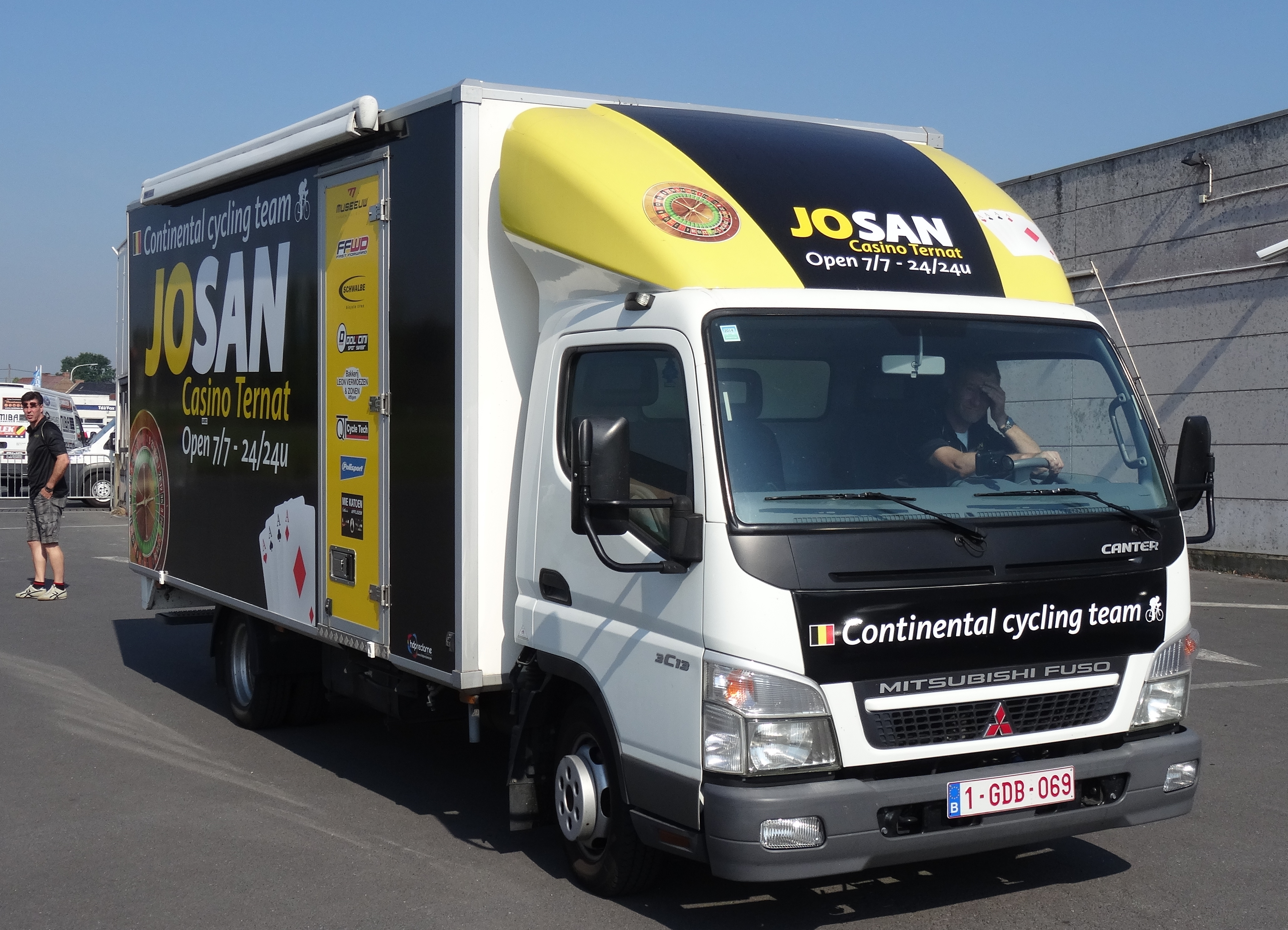
Le camion lors du Grand Prix Criquielion 2014.

La saison 2014 de l'équipe cycliste Josan-To Win est la septième et dernière de cette équipe.

## Préparation de la saison 2014

### Sponsors et financement de l'équipe
Josan et To Win diminuant leur partenariat, l'équipe cesse d'exister à la fin de la saison 2014.

### Arrivées et départs
| Arrivées              | Équipe 2013                    |
| --------------------- | ------------------------------ |
| Jonathan Breyne       | Crelan-Euphony                 |
| Vincent De Boeck      | Van Eyck Sport                 |
| Dries De Bondt        | Van Eyck Sport                 |
| Angelo De Clercq      | Ovyta-Eijssen-Acrog            |
| Niels De Rooze        | United                         |
| Fabio Polazzi         | Wallonie-Bruxelles             |
| Niels Reynvoet        | Lotto-Belisol U23              |
| Klaas Sys             | Crelan-Euphony                 |
| Julien Van den Brande | Avia-Crabbé                    |
| Ian Vansumere         | T.Palm-Pôle Continental Wallon |
| Benjamin Verraes      | Accent Jobs-Wanty              |
| Jeroen Vrolykx        | Lotto-Belisol U23              |

| Départs             | Équipe 2014                 |
| ------------------- | --------------------------- |
| Jérôme Baugnies     | Wanty-Groupe Gobert         |
| Garrit Broeders     |                             |
| Giovanni De Merlier | Colba-Superano Ham          |
| Steven Doms         | Van Der Vurst Development   |
| Elroy Elpers        | Baguet-MIBA Poorten-Indulek |
| Killian Michiels    | CT 2020                     |
| Thomas Op 't Eynde  |                             |
| Dominic Schils      | Zannata                     |
| Kenn Simon          | Van Eyck Sport              |
| Dieter Uyttersprot  | Van Eyck Sport              |
| Laurent Wernimont   | CT 2020                     |

## Coureurs et encadrement technique

### Effectif

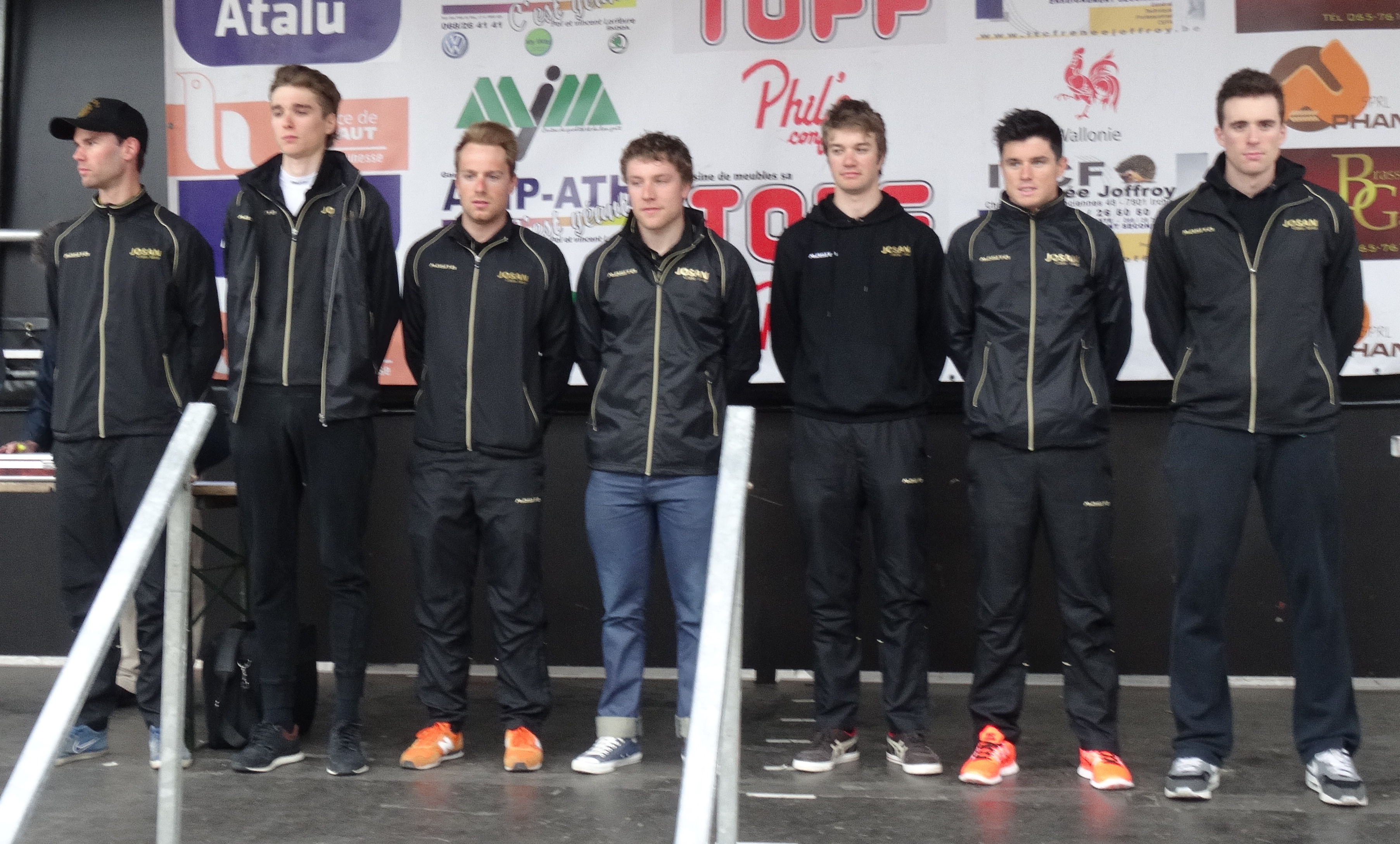
Ian Vansumere, Julien Van den Brande, Niels De Rooze, Niels Reynvoet, Lars Haverals, Angelo De Clercq et Sean Van de Waeter lors du Triptyque des Monts et Châteaux 2014.

Seize coureurs constituent l'effectif 2014 de l'équipe,. Ian Vansumere quitte Josan-To Win pour T.Palm-Pôle Continental Wallon après Halle-Ingooigem, ne s'étant pas bien adapté à cette équipe.

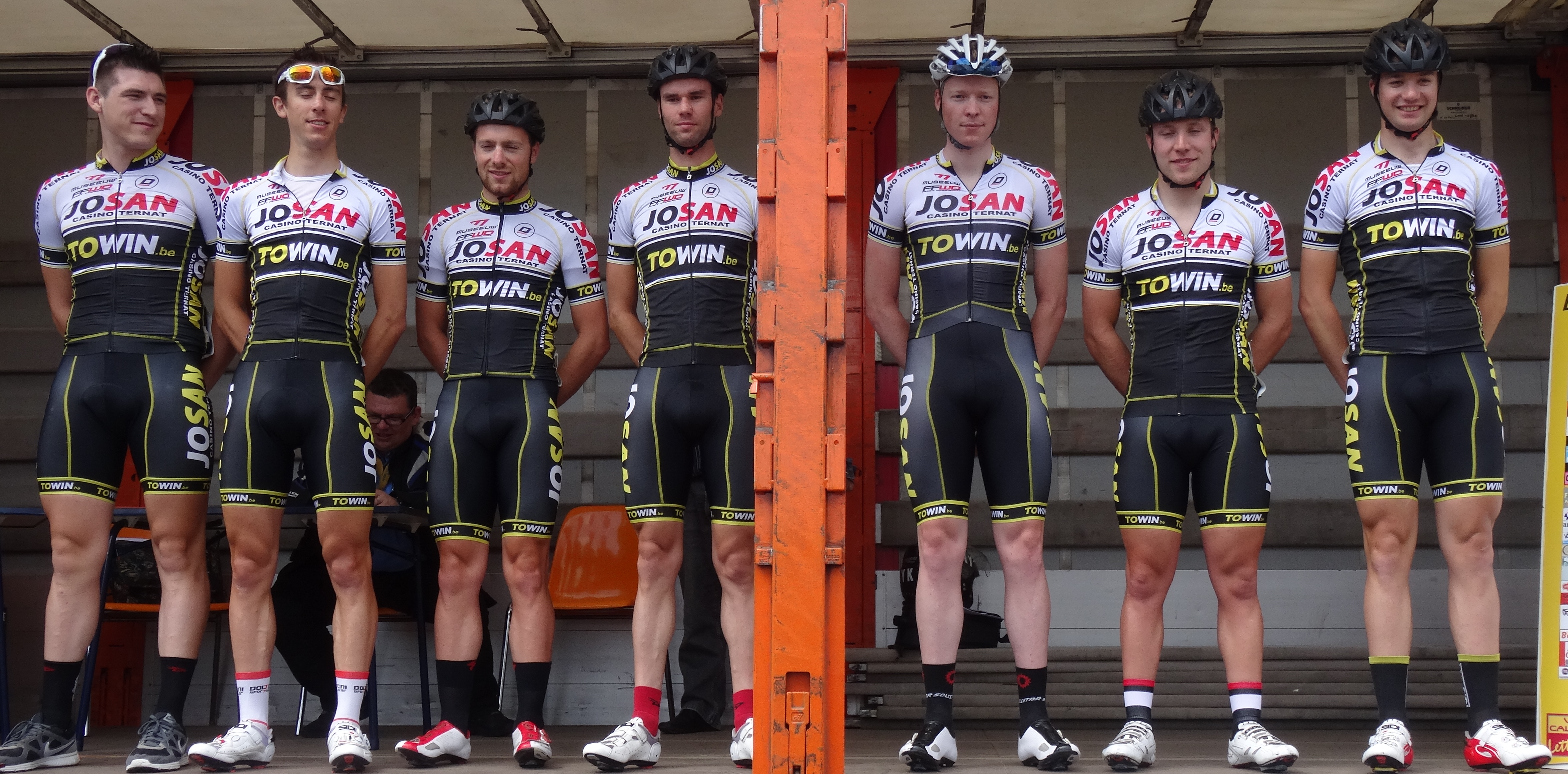
L'équipe lors du Mémorial Philippe Van Coningsloo 2014.

| Coureur               | Date de naissance | Nationalité | Équipe 2013                    | Équipe 2015                    |
| --------------------- | ----------------- | ----------- | ------------------------------ | ------------------------------ |
| Jonathan Breyne       | 4 janvier 1991    | Belgique    | Crelan-Euphony                 |                                |
| Vincent De Boeck      | 3 juin 1993       | Belgique    | Van Eyck Sport                 |                                |
| Dries De Bondt        | 4 juillet 1991    | Belgique    | Van Eyck Sport                 | Verandas Willems               |
| Angelo De Clercq      | 10 décembre 1991  | Belgique    | Ovyta-Eijssen-Acrog            | Sunweb-Napoleon Games          |
| Niels De Rooze        | 6 septembre 1992  | Belgique    | United                         | Veranclassic-Ekoï              |
| Dirk Finders          | 29 juillet 1985   | Allemagne   | To Win-Josan                   | Veranclassic-Ekoï              |
| Lars Haverals         | 20 octobre 1991   | Belgique    | To Win-Josan                   | Wetterse Dakwerken-Trawobo-VDM |
| Fabio Polazzi         | 4 mai 1985        | Belgique    | Wallonie-Bruxelles             | Retraite                       |
| Niels Reynvoet        | 30 novembre 1991  | Belgique    | Lotto-Belisol U23              | Profel United                  |
| Klaas Sys             | 30 novembre 1986  | Belgique    | Crelan-Euphony                 |                                |
| Sean Van de Waeter    | 9 avril 1991      | Belgique    | To Win-Josan                   |                                |
| Julien Van den Brande | 6 janvier 1995    | Belgique    | Avia-Crabbé                    | Veranclassic-Ekoï              |
| Ian Vansumere         | 14 juin 1990      | Belgique    | T.Palm-Pôle Continental Wallon | T.Palm-Pôle Continental Wallon |
| Robin Venneman        | 11 janvier 1993   | Belgique    | To Win-Josan                   | Wetterse Dakwerken-Trawobo-VDM |
| Benjamin Verraes      | 21 février 1987   | Belgique    | Accent Jobs-Wanty              | Cibel                          |
| Jeroen Vrolykx        | 15 février 1991   | Belgique    | Lotto-Belisol U23              | Profel United                  |

Portraits
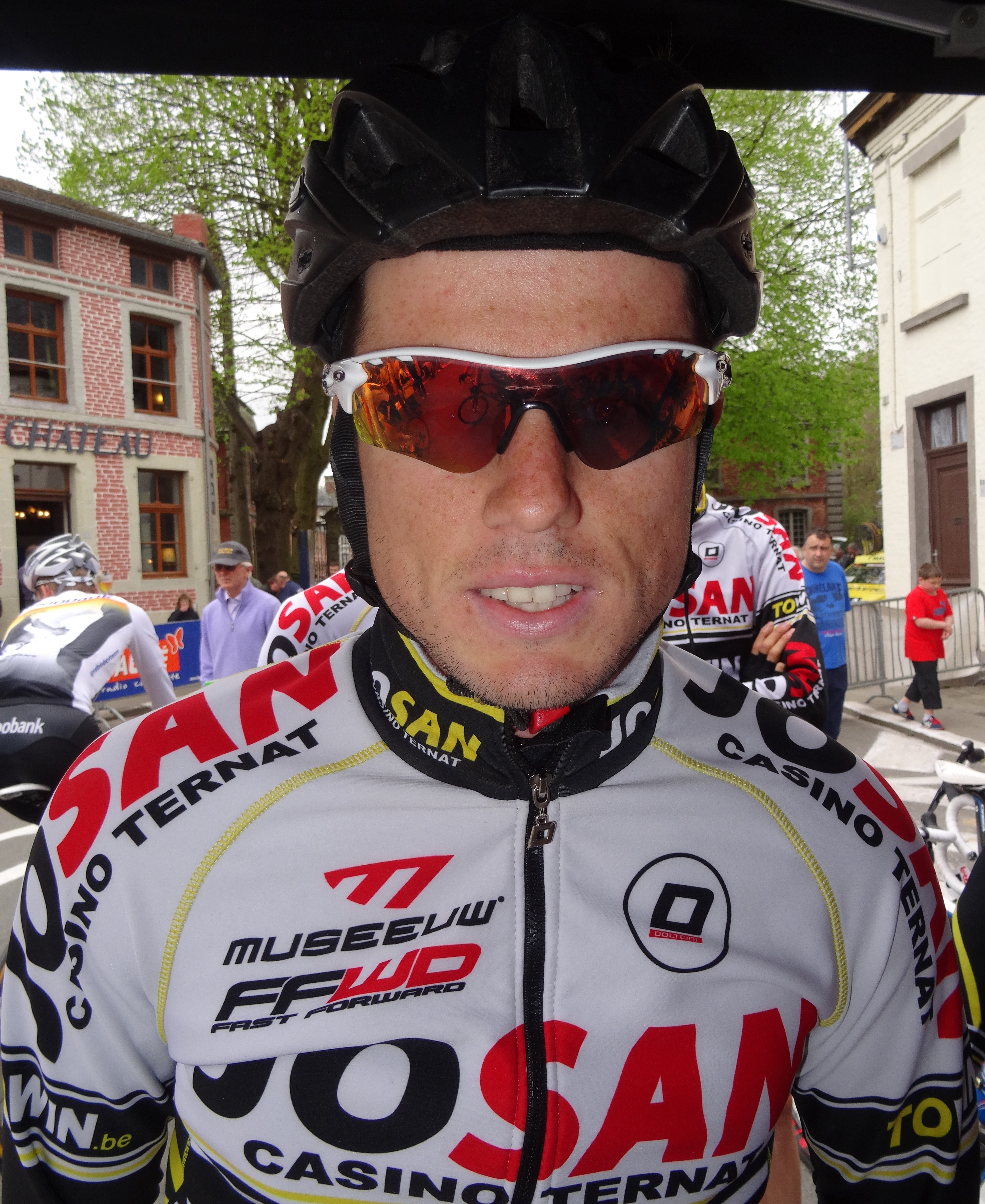
Angelo De Clercq.
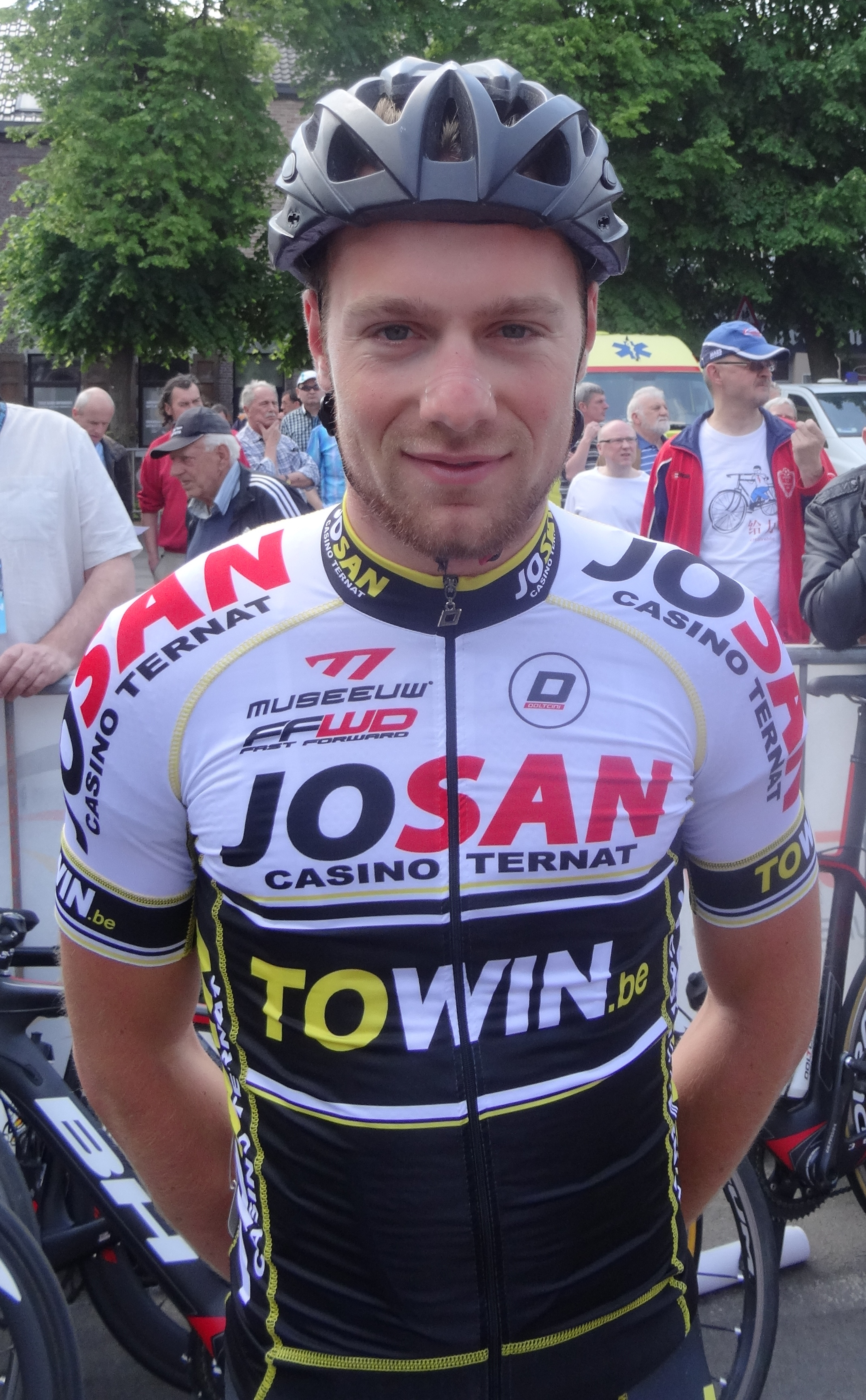
Niels De Rooze.
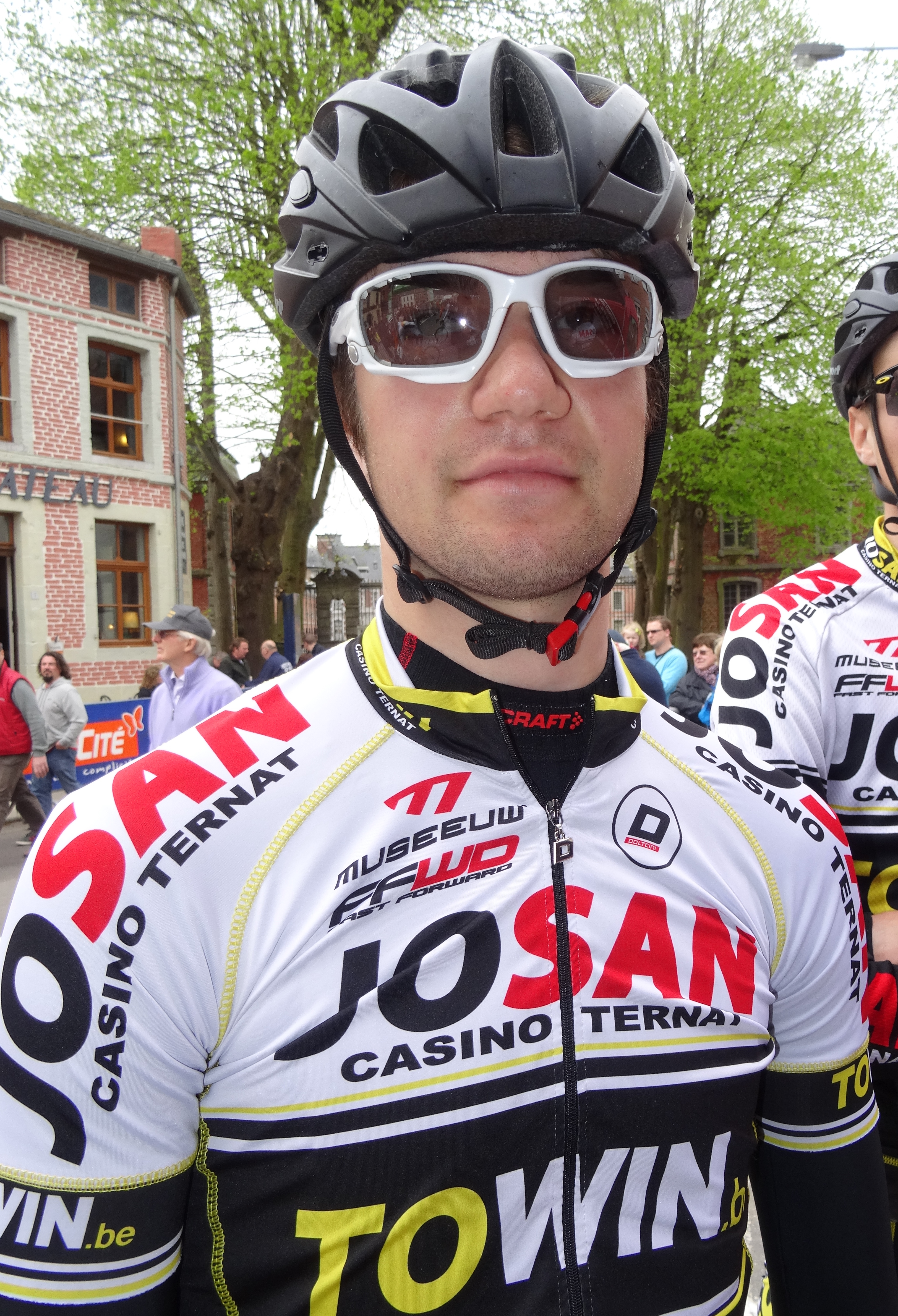
Lars Haverals.
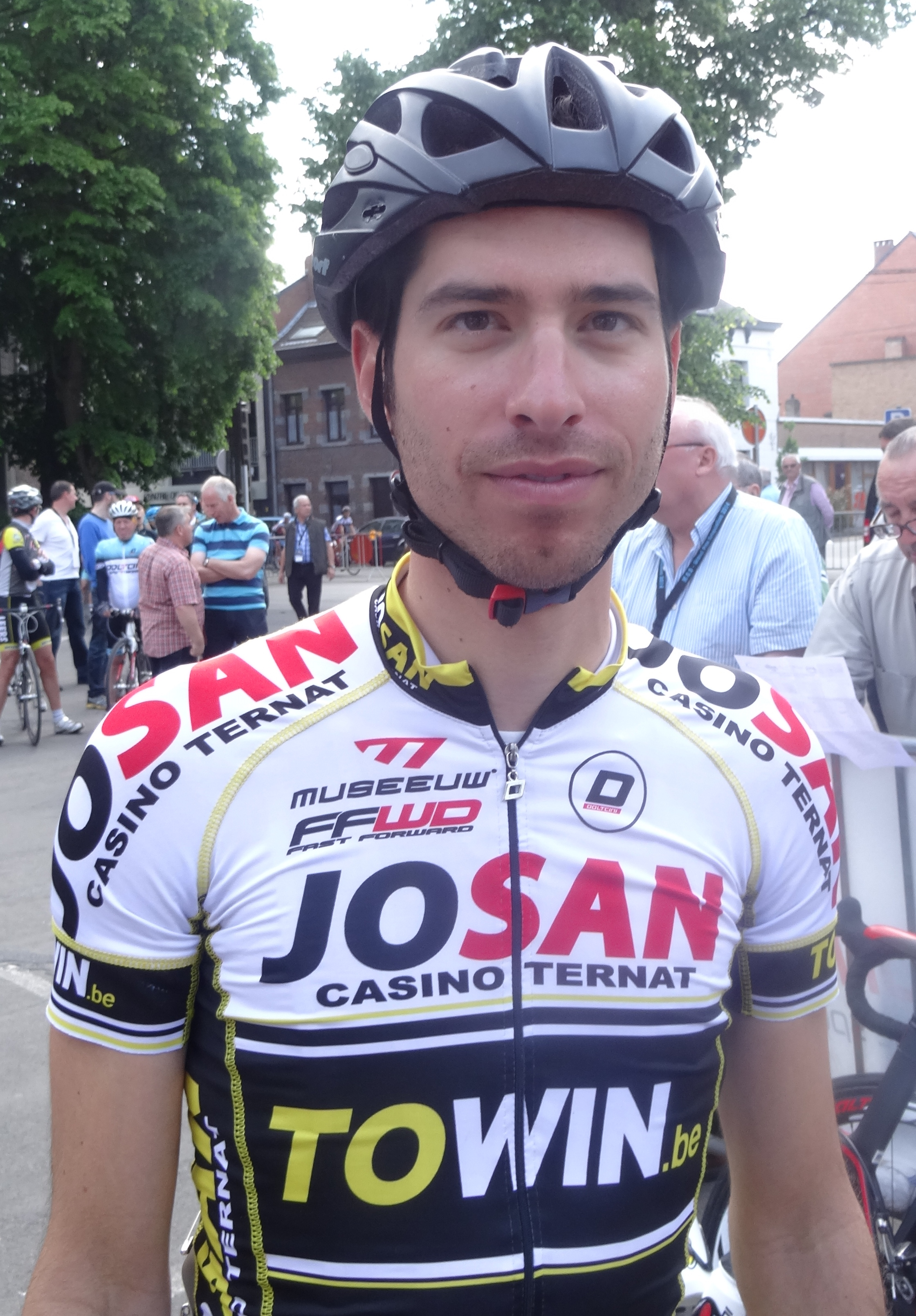
Fabio Polazzi.
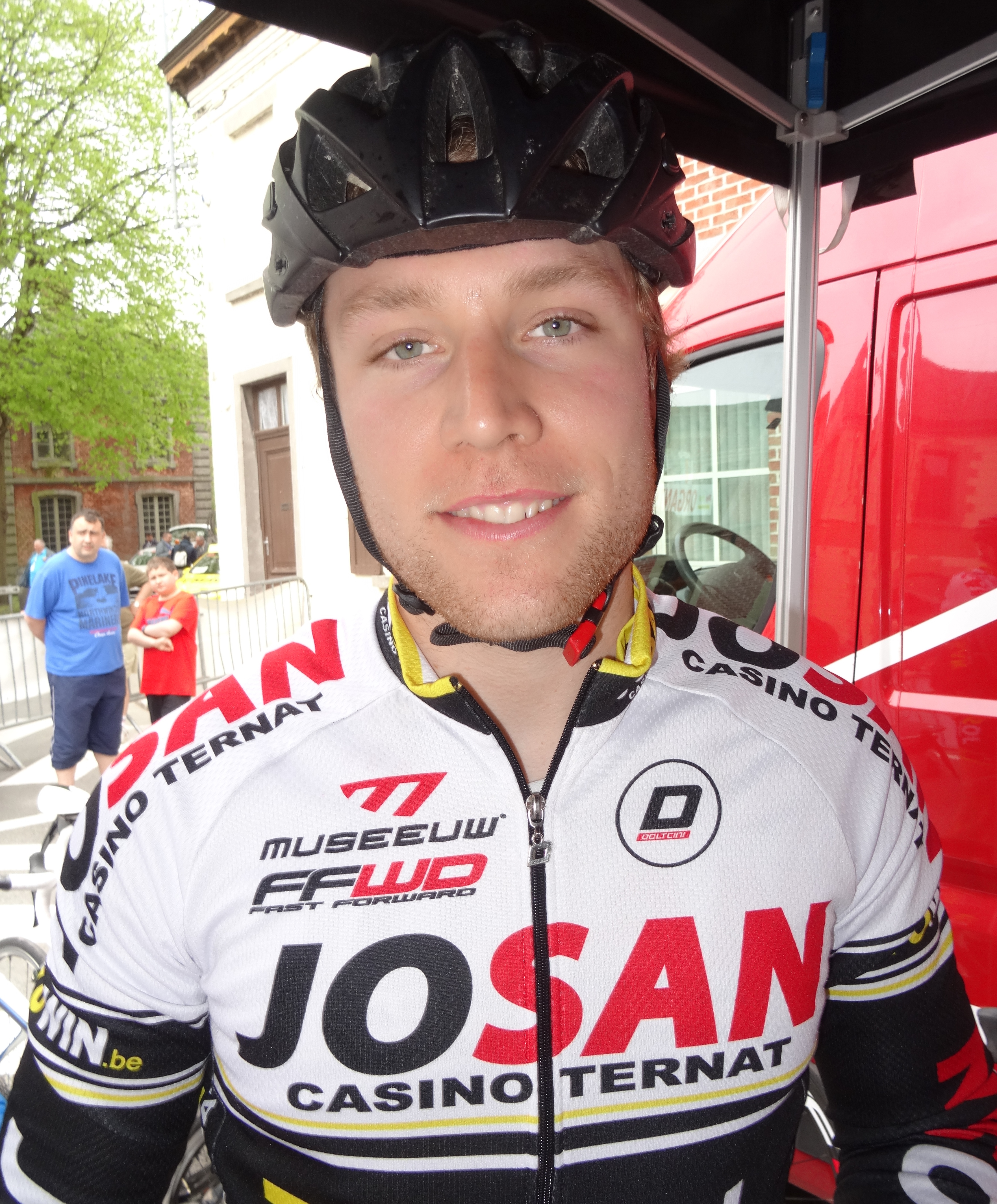
Niels Reynvoet.
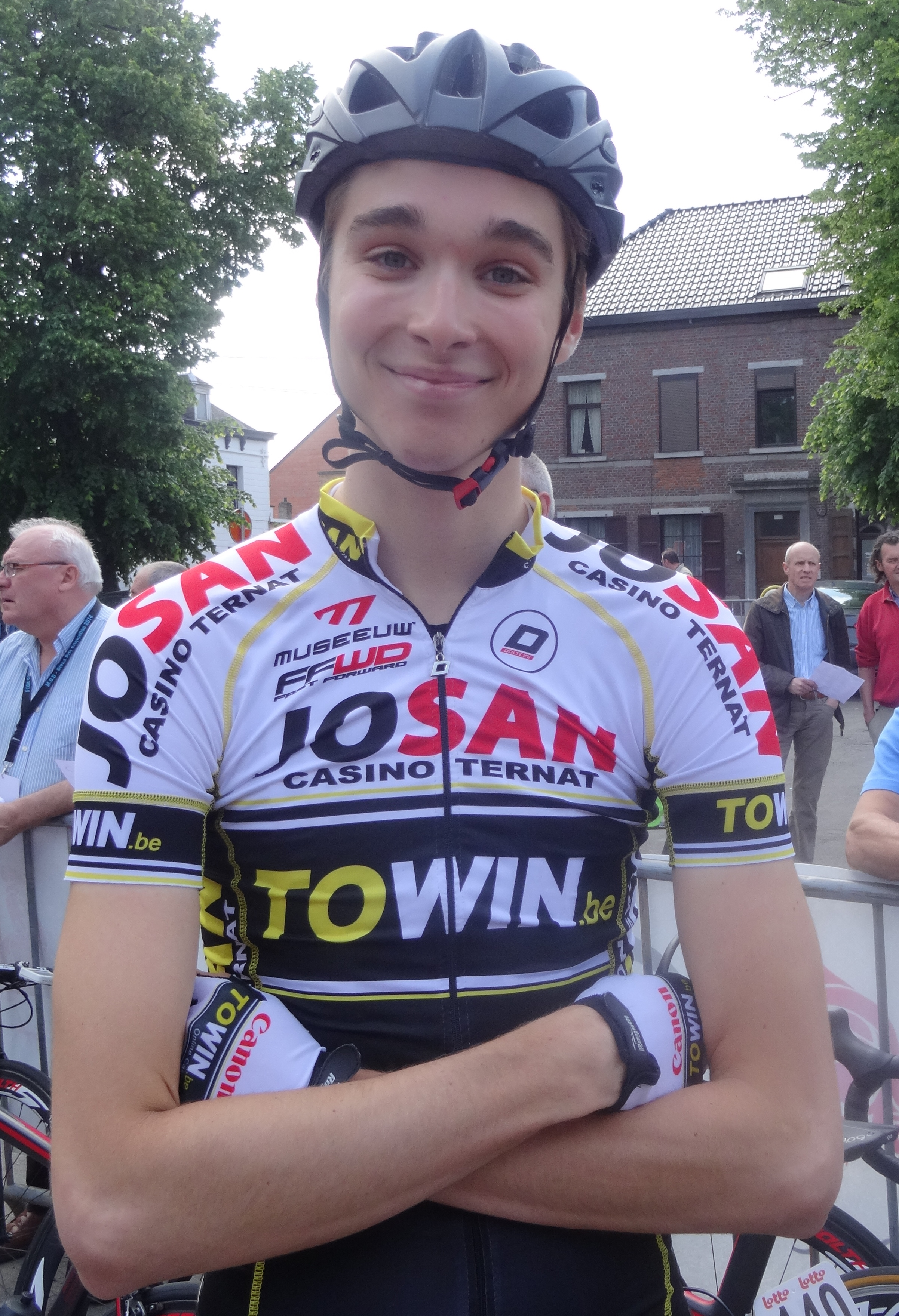
Julien Van den Brande.
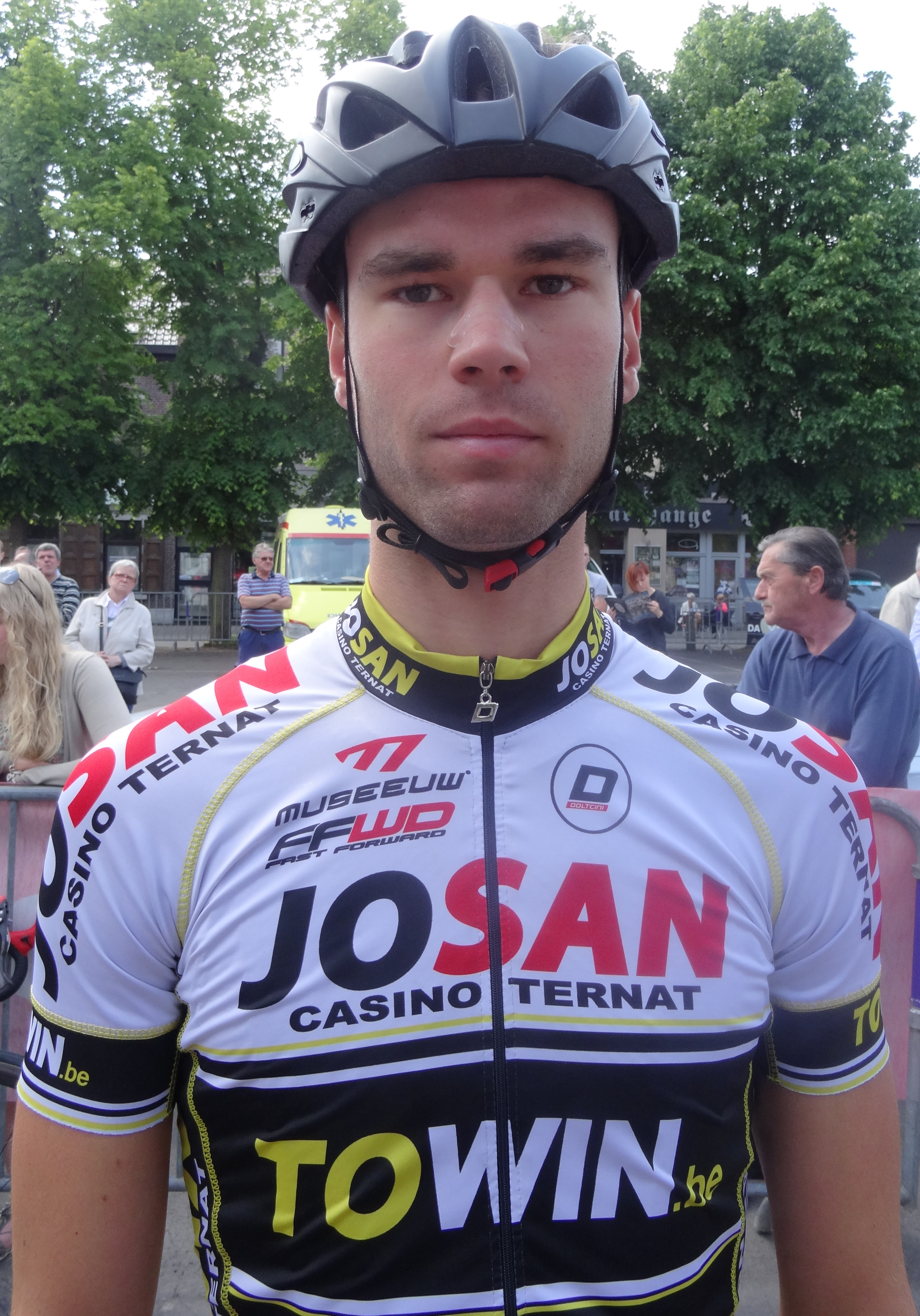
Ian Vansumere.
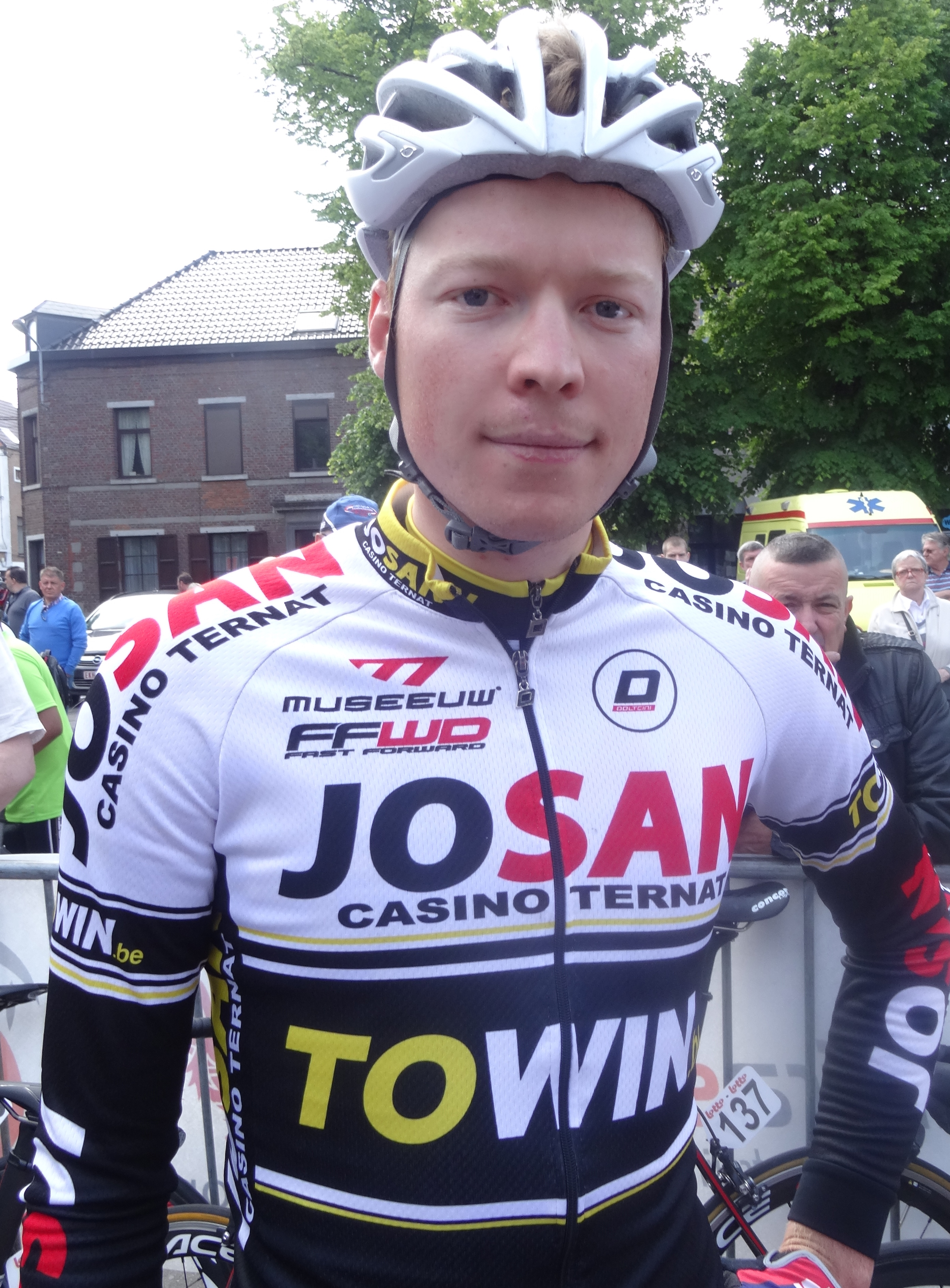
Jeroen Vrolykx.

## Bilan de la saison

### Victoires
Aucune victoire UCI.

### Classements UCI

#### UCI Asia Tour
L'équipe Josan-To Win termine à la 68e place de l'Asia Tour avec 16 points. Ce total est obtenu par l'addition des points des huit meilleurs coureurs de l'équipe au classement individuel, cependant seul un coureur est classé,.
| Rang | Coureur         | Points |
| ---- | --------------- | ------ |
| 201  | Jonathan Breyne | 16     |

#### UCI Europe Tour
L'équipe Josan-To Win termine à la 103e place de l'Europe Tour avec 45 points. Ce total est obtenu par l'addition des points des huit meilleurs coureurs de l'équipe au classement individuel, cependant seuls trois coureurs sont classés,.
| Rang | Coureur        | Points |
| ---- | -------------- | ------ |
| 451  | Niels Reynvoet | 27     |
| 639  | Dries De Bondt | 13     |
| 927  | Niels De Rooze | 5      |